# First Assessment (Minnesota)
First Assessment es un territorio no organizado ubicado en el condado de Crow Wing en el estado estadounidense de Minnesota. En el Censo de 2010 tenía una población de 5424 habitantes y una densidad poblacional de 45,79 personas por km².

## Geografía
First Assessment se encuentra ubicado en las coordenadas 46°24′51″N 94°13′58″O / 46.41417, -94.23278. Según la Oficina del Censo de los Estados Unidos, First Assessment tiene una superficie total de 118.45 km², de la cual 83.1 km² corresponden a tierra firme y (29.84%) 35.35 km² es agua.

## Demografía
Según el censo de 2010, había 5424 personas residiendo en First Assessment. La densidad de población era de 45,79 hab./km². De los 5424 habitantes, First Assessment estaba compuesto por el 97.79% blancos, el 0.2% eran afroamericanos, el 0.52% eran amerindios, el 0.29% eran asiáticos, el 0.04% eran isleños del Pacífico, el 0.18% eran de otras razas y el 0.98% pertenecían a dos o más razas. Del total de la población el 0.88% eran hispanos o latinos de cualquier raza.